# Ярник, Войтех
Войтех Ярник (чеш. Vojtěch Jarník; 22 декабря 1897, Прага, Богемия, Австро-Венгрия — 22 сентября 1970, Прага, Чехословакия) — чешский учëный-математик, педагог, профессор (с 1929), доктор наук (rerum naturalium doctor), академик Чехословацкой академии наук. Лауреат Государственной премии ЧССР.

## Биография
В 1915—1919 годы изучал физику и математику в Карловом университете в Праге.
В 1921 году получил степень доктора естественных наук. В 1919—1921 годы работал ассистентом в техническом университете Брно. С 1921 года — преподаватель пражского Карлова университета.
С 1923 года в течение 3-х лет стажировался в Гёттингенском университете (1923—1925, 1927—1928). Ученик Эдмунда Ландау.
С 1929 до 1967 года — профессор математики Пражского университета. В 1952 году избран академиком Академии наук ЧССР, и стал первым руководителем её физико-математической секции.
В 1935—1950 годы редактировал физико-математический журнал «Časopis pro pěstování matematiky a fyziky».
Умер в Праге в 1970 году. Похоронен на Бржевновском кладбище.

## Научная деятельность
Основные труды посвящены математической физике, работы в области теории чисел и математического анализа. В 1930 году открыл алгоритм построения минимального остовного дерева взвешенного связного неориентированного графа, ставший известным под названием алгоритма Прима.
Занимался историей математики, исследовал деятельность одного из крупнейших чешских математиков XIX века Бернарда Больцано.
Автор четырëхтомного учебника математического анализа, используемого и в XXI веке:
- Úvod do integrálního počtu (в 2-х т., 1938).
- Úvod do počtu diferenciálního (в 2-х т., 1946).

Единственный чешский математик с числом Эрдёша, равным 1.

## Награды
- орден Труда
- орден Республики.
- Государственная премии ЧССР.

## Память
- На юго-востоке столицы Чехии в районе Прага 4 именем учëного названа улица.
- Выпущена почтовая марка ЧССР с изображением математика В. Ярника.